# Adam Zaborowski
Adam Mieczysław Zaborowski (ur. 24 grudnia 1948 w Stryjnie Kolonii) – polski dyplomata, urzędnik państwowy, menedżer turystyki, doktor nauk historycznych, wiceprezes Polskiej Organizacji Turystycznej (2002-2005).

## Życiorys

### Wykształcenie
W latach 1968–1973 studiował na Wydziale Geodezji i Kartografii Politechniki Warszawskiej. W latach 1983–1986 odbył studia podyplomowe na Akademii Dyplomatycznej MSZ ZSRR w Moskwie. Tam też w 1986 obronił rozprawę doktorską na temat procesu normalizacji stosunków Polska – RFN w latach 70. i na początku lat 80. XX w.
Włada trzema językami obcymi: niemieckim, rosyjskim i angielskim.

### Praca zawodowa
Podczas kariery zawodowej pełnił funkcje, m.in.: wiceprezesa Polskiej Organizacji Turystycznej (2002-2005), gdzie był odpowiedzialny za zagraniczną promocję turystyczną Polski. Był także doradcą prezesa POT odpowiedzialnym za koordynację kampanii promocyjnej i reklamowej Polski w czasie Mistrzostw Europy w Piłce Nożnej 2012, a także radcą Ambasady RP w Berlinie (2005-2010) odpowiedzialnym za koordynację promocji gospodarczej Polski w Niemczech.
Był pracownikiem naukowo-dydaktycznym na Wydziale Geodezji i Kartografii Politechniki Warszawskiej (1973-1981) oraz członkiem Senatu Politechniki Warszawskiej (1975-1978). Jako dyplomata pracował w Ministerstwie Spraw Zagranicznych (1983-1988) jako radca i doradca ministra. Dwukrotnie przebywał na placówce dyplomatycznej w Ambasadzie RP Berlinie .
Od 1992 pracował w branży turystycznej. W latach 1992–1996 jako dyrektor/prokurent w Gromada Travel GmbH w Berlinie, w latach 1996–2002 członek zarządu, wiceprezes Ogólnokrajowej Spółdzielni Turystycznej Gromada. Następnie pracował w Polskiej Organizacji Turystycznej.

### Praca społeczna w polskich i międzynarodowych organizacjach turystycznych i innych
- Przewodniczący Rady Uczelnianej SZSP Politechniki Warszawskiej[3]
- Członek Prezydium Polskiej Izby Turystyki (PIT), przewodniczący Komisji Turystyki Przyjazdowej i Promocji Zagranicznej PIT (2000-2002)
- Prezydent Polskiego Chapteru w American Society of Travel Advisors (2000-2002)
- reprezentant OST Gromada (2000-2002), a następnie POT(2003-2005) w International Congress and Convention Association
- członek Zarządu Baltic Sea Tourism Commission (2003-2005)
- członek Rady Naukowej Instytutu Turystyki (2003-2007)
- Zarząd Stowarzyszenia Absolwentów i Przyjaciół Politechniki Warszawskiej
- Komisja ds. Współpracy Międzynarodowej Polskiego Komitetu Olimpijskiego[4]
- Stowarzyszenie Współpracy Polska-Wschód

## Odznaczenia i wyróżnienia
- Brązowy Krzyż Zasługi (1977)[5]
- Brązowy Medal „Za Zasługi dla Obronności Kraju” (1987)[6]
- Krzyż Kawalerski Orderu Odrodzenia Polski (1997)[7]
- Krzyż Oficerski Orderu Odrodzenia Polski (2005)[8]
- Odznaka Honorowa „Za Zasługi dla Turystyki” (2022)[9]
- „Menedżer – Spółdzielca 2022” (2022)[10]

## Wybrane publikacje
- Zaborowski Adam, Polsko-niemiecka współpraca przygraniczna po transformacji, Trybuna, 31.03-1.04.2021, nr 63-64(2040-2041)
- Zaborowski Adam, 30. rocznica zjednoczenia Niemiec, Przegląd Socjalistyczny, 2020, nr 1-2 (68-69)
- Zaborowski Adam, Wyprowadzenie wojska radzieckich/rosyjskich z Niemiec Wschodnich, Przegląd Socjalistyczny, 2020, nr 3-4(70-71)
- Zaborowski Adam, Wyprowadzenie wojsk radzieckich z Niemiec Wschodnich, Trybuna, 2-3.11.2020, nr 217-218(1933-1934)
- Zaborowski Adam, Wyprowadzenie wojsk radzieckich z Polski, Trybuna, 28-29.12.2020, nr 257-258(1973-1974)
- Zaborowski Adam, Trzydziesta rocznica zjednoczenia Niemiec, Trybuna, 9-11.10.2020, nr 201(1917)
- Zaborowski Adam, 30 rocznica zburzenia muru berlińskiego, Trybuna, 8-12, 13-14.11.2019, nr 223-225(1677-1679), 226-227(1680-1681)
- Zaborowski Adam, 15 lat polskiej turystyki w Unii, Wiadomości Turystyczne, 2019, nr 14(428)
- Zaborowski Adam, Promując Polskę. Dyplomacja, gospodarka, turystyka, sport, kultura, Wydawnictwo Adam Marszałek, Toruń 2018, ISBN 978-83-8019-947-7[11]
- Zaborowski Adam, „Poland enhances its image in the context of UEFA EURO 2012”, TTG 2012, nr 3(226)
- Grudzień Waldemar, Zaborowski Adam, „Polnische Auslandsinvestoren. Expansion in Deutschland”, Die Bank, Oktober 2006, Nr 10